# Météorite de L'Aigle
La météorite de L'Aigle est une météorite tombée en 1803 entre L'Aigle et Glos-la-Ferrière, dans l'Orne (région Normandie, France). C'est une chondrite ordinaire du groupe L6.

## Histoire
Le mardi 26 avril 1803 vers 13 heures tombent dans la région de L'Aigle près de 3 000 fragments d'une météorite. Le citoyen Marais relate ce phénomène dans une lettre écrite à un de ses amis qui est communiquée à l'Institut et est publiée dans le Journal de Physique :

« Mardi dernier, 6 floréal (26 avril 1803), entre une et deux heures après midi, nous fûmes surpris par un roulement qui était semblable au tonnerre : nous sortîmes et fûmes surpris de voir l'atmosphère assez net, à quelques petits nuages près; (...) mais la surprise fut bien autre chose, lorsqu'on apprit qu'il était tombé de ce nuage, des pierres très grosses et en grande quantité, parmi lesquelles il y en avait de dix, onze et jusqu'à dix-sept livres. (...) Chacun dans le pays est curieux d'en posséder une ou un morceau, comme étant un objet de curiosité. Les plus grosses ont été lancées si violemment, qu'elles sont entrées dans la terre au moins à un pied de profondeur : elles sont noires extérieurement et grisâtres intérieurement : il semble qu'il y ait dedans une espèce de métal. »

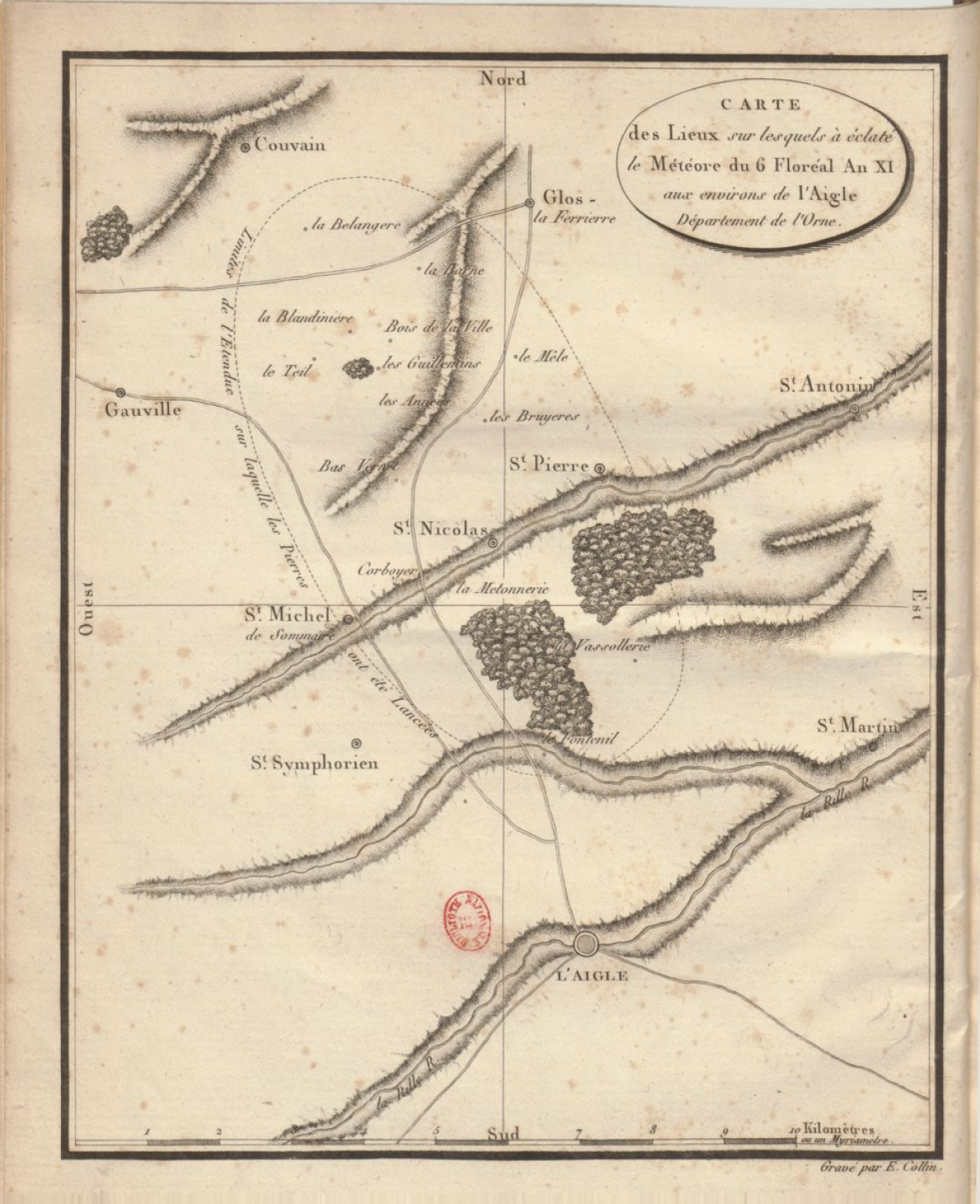
Carte indiquant, par une ellipse, la zone où des débris de la météorite de L'Aigle sont tombés, le 7 messidor an XI, soit le 26 avril 1803.

Le ministre de l'Intérieur Jean-Antoine Chaptal désigne le jeune astronome Jean-Baptiste Biot pour enquêter à l'Aigle et dans la région, afin d'établir « les preuves morales et physiques de la chute de pierres du 6 floréal ». Jean-Baptiste Biot quitte Paris le 26 juin 1803 : accompagné par un guide, il enquête pendant plusieurs semaines dans la région de L'Aigle. Il rédige un rapport minutieux (première carte précise d’un champ de dispersion de météorites (image ci-contre à gauche), analyse chimique de plusieurs échantillons de la pluie météoritique, recueil de témoignages) présenté le 18 juillet 1803 à l'Académie des Sciences de Paris qui marque le début réel des études scientifiques des météorites. Jean-Baptiste Biot se rapproche à la suite de son rapport de la thèse de l'origine extraterrestre des météorites avancée par le physicien allemand Chladni, mais il est partisan de l'origine volcanique lunaire des météorites.
Jean-Baptiste Biot y présente deux preuves :
- preuve physique : chute soudaine de deux à trois mille pierres se ressemblant malgré leur champ de dispersion d'environ 10 kilomètres de long sur 4 de large et n'ayant aucun rapport avec le terrain sur lequel elles sont collectées ;
- preuve morale : étude sociologique des témoignages concordants émanant de plus de vingt hameaux.

Le muséum des sciences naturelles d'Angers présente des échantillons des météorites de l'Aigle et d'Angers (en) (tombée le 3 juin 1822).
La majorité des fragments de la météorite de L'Aigle sont conservés au Muséum national d'histoire naturelle.